# Maestro de la Leyenda de Santa Catalina

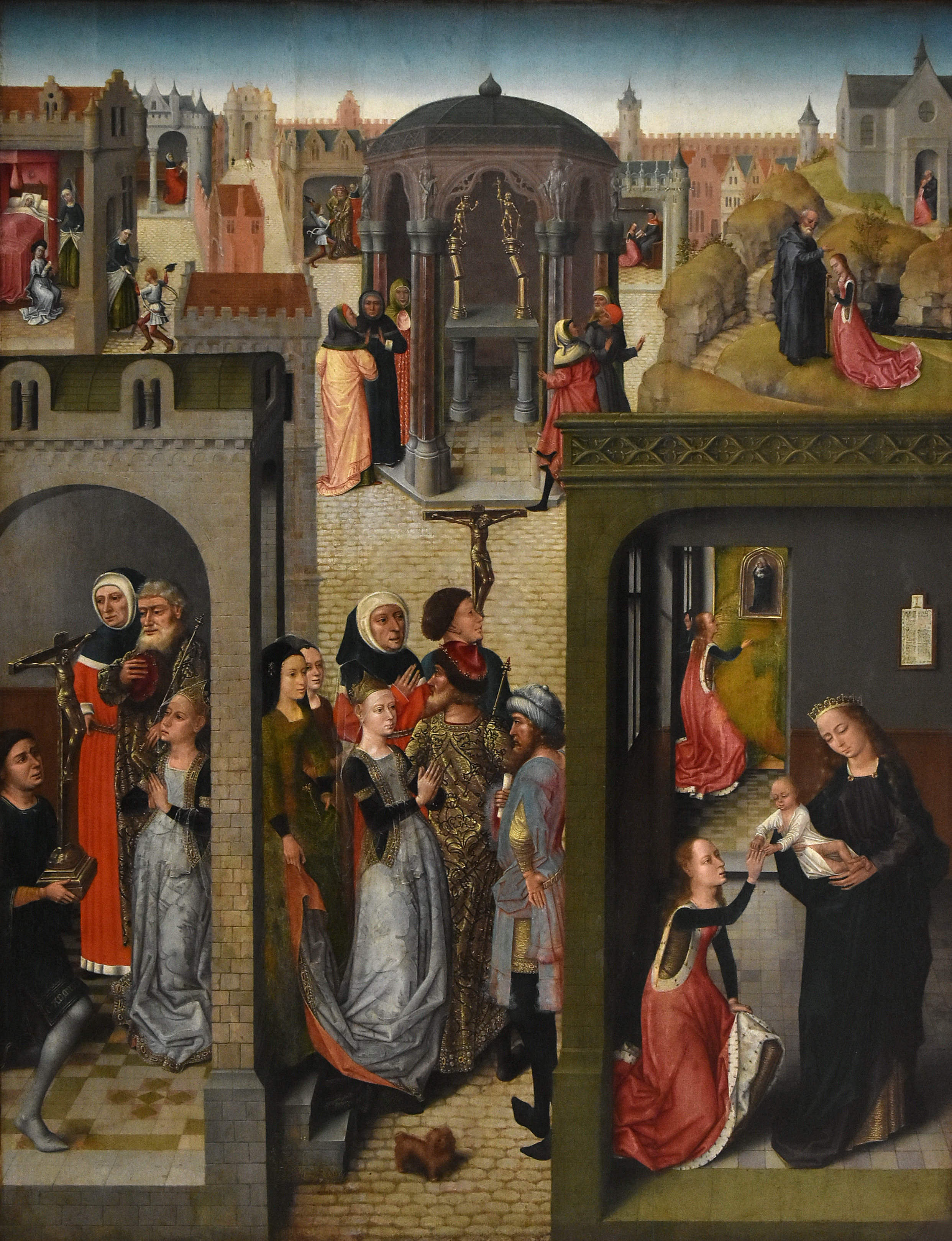
Episodios de la vida de santa Catalina, óleo sobre tabla, 134 x 102 cm, Bruselas, Musées Royaux des Beaux-Arts de Belgique.

Maestro de la Leyenda de Santa Catalina es la denominación convencional con la que se conoce a un pintor anónimo flamenco activo en Bruselas en el último cuarto del siglo XV, seguidor de Rogier van der Weyden cuando este ya había muerto. Debe su nombre a una tabla con escenas de la leyenda de santa Catalina de Alejandría conservada en los Musées Royaux des Beaux-Arts de Belgique (Bruselas), tomada por Max Friedländer como punto de partida para definir su estilo, en torno a la que se ha reunido un número relativamente abundante de pinturas religiosas y un par de retratos de problemática atribución.

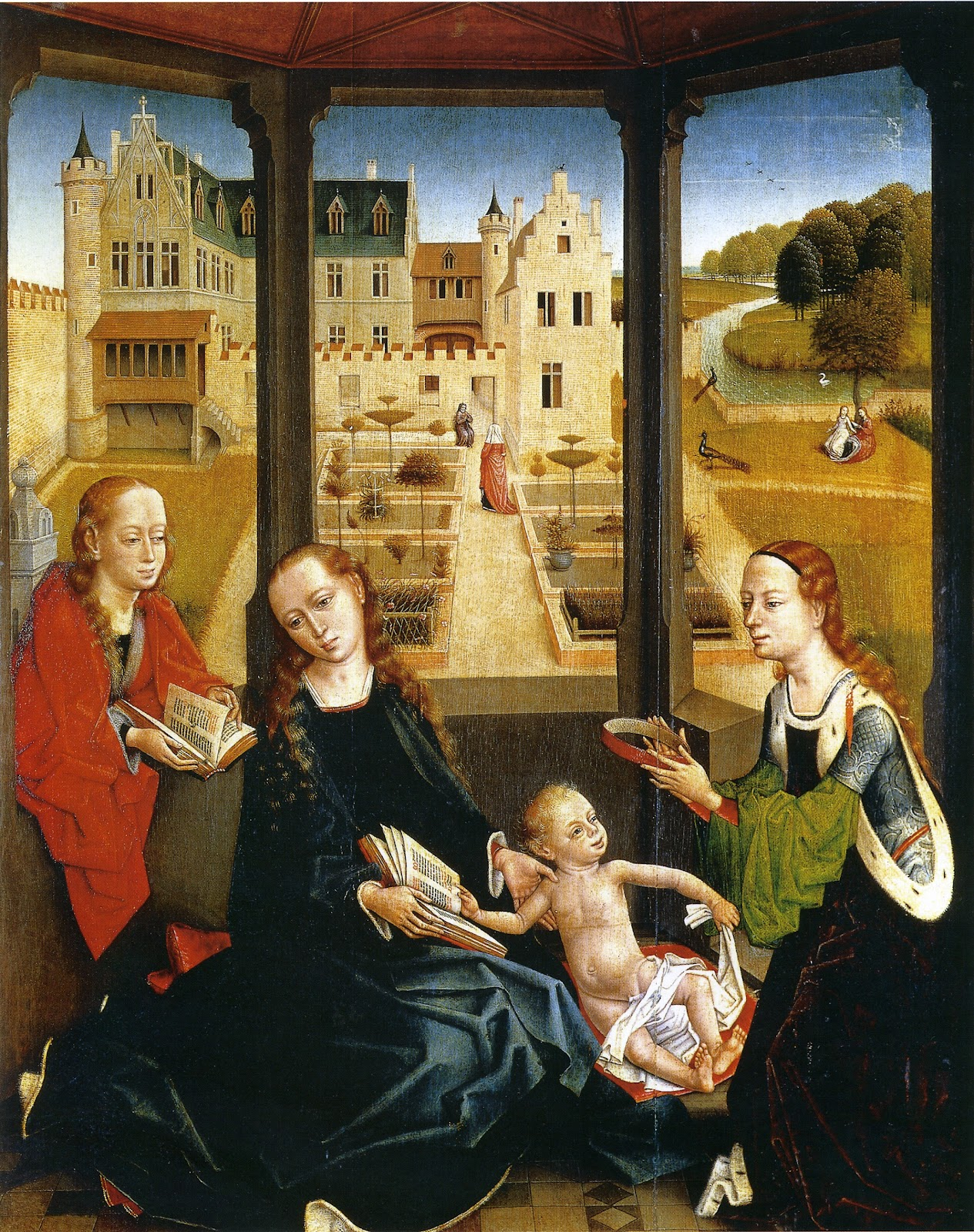
La Virgen y el Niño con santa Catalina y santa Bárbara, óleo sobre tabla, Granada, Capilla Real.

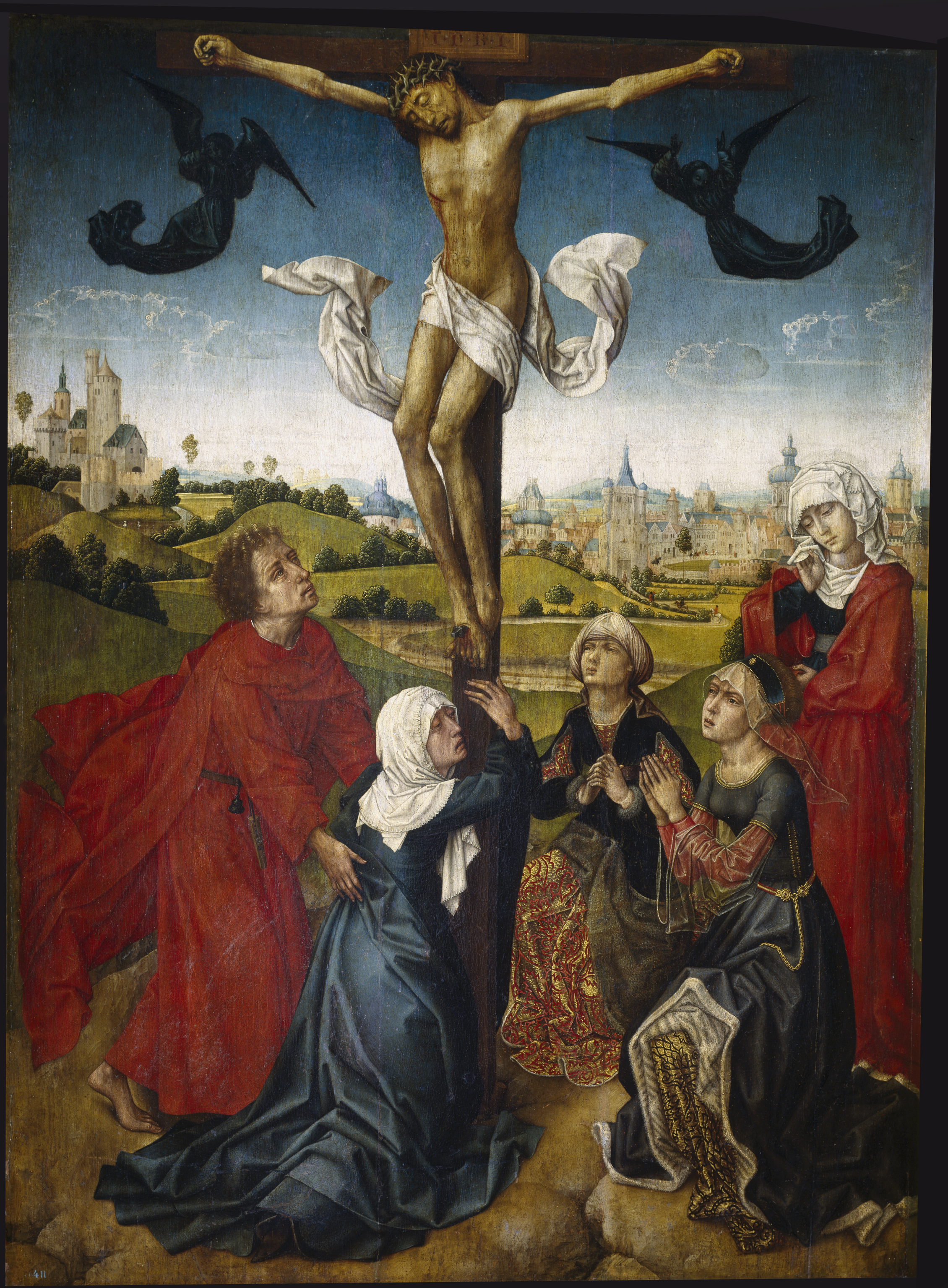
La Crucifixión, óleo sobre tabla, 100 x 71 cm, Madrid, Museo del Prado.

Característica de su trabajo es la utilización de tipos y composiciones tomados de Rogier van der Weyden, como se advierte en el disperso retablo de la Adoración de los Magos, procedente de la cartuja de Miraflores (panel central, Binningen —Suiza— Heiligkreuzkirche), inspirado en el tríptico de Santa Columba de la Alte Pinakothek de Múnich, o en la Crucifixión del Museo del Prado, cuyas figuras principales tomó de la tabla central del tríptico del Calvario del Kunsthistorisches Museum de Viena, si bien estandarizando y acartonando los rostros, que se van a caracterizar por los ojos rasgados y paralelos al plano de la pintura, las orejas desmesuradamente grandes y la ausencia de expresión, con rasgos casi caricaturescos, según la caracterización avanzada ya por Friedländer. En contraste, su tratamiento de las arquitecturas es siempre más cuidadoso. Estas mismas características se encuentran en dos tablas procedentes de un tríptico conservadas en la Capilla Real de Granada por voluntad de la reina Isabel la Católica a cuya colección pertenecieron, con la Virgen con el Niño, santa Catalina y santa Bárbara (Virgo inter virgines), ante un bien ordenado jardín, y la Misa de san Gregorio, asunto repetido en un tríptico del Metropolitan Museum of Art de Nueva York.
Por su relación con Rogier van der Weyden se ha propuesto identificarlo con un hijo del maestro, Pieter van der Weyden, de quien se tienen noticias de su actividad a partir de 1450 en el taller paterno, pero del que ninguna obra documentada o firmada se ha conservado. En obras como el tríptico de la historia de Job y escenas de la vida de san Pedro y donantes del Wallraf-Richartz Museum de Colonia podría, además, haber colaborado con otros artistas como el Maestro de la Leyenda de Santa Bárbara y Aert van den Bossche, una colaboración que se observa también en el Tríptico de los milagros de Cristo (Melburne, National Gallery of Victoria), en el que se repartió el trabajo con Aert van den Bossche y el Maestro de los Retratos Principescos.
El Museo del Prado cuenta con una segunda tabla relacionada de un modo más problemático con este maestro. Bifaz, en el anverso están pintados Los desposorios de la Virgen, con la figura destacada de un donante desconocido en primer término, y en el reverso el tipo conocido en la iconografía como Varón de dolores. Griet Steyaert en su tesis doctoral sobre el pintor propuso una participación del taller en el anverso y descartó la presencia de su mano en el reverso, propuestas seguidas en el último catálogo de la pintura flamenca del museo donde se sugiere la posible participación en el anverso del Maestro de los Retratos Principescos, autor de la tabla con Las bodas de Caná de Melbourne.